# Eva Kristin Hansen
Pour les articles homonymes, voir Hansen.
Eva Kristin Hansen, née le 5 mars 1973 à Trondheim, est une femme politique norvégienne du parti travailliste. Elle occupe brièvement la fonction de présidente du Storting d'octobre à novembre 2021. Elle est également députée depuis 2005.

## Carrière

### Ligue des jeunes travaillistes
De 2000 à 2002, elle est à la tête de la Ligue des jeunes travaillistes, la section jeunesse du parti travailliste.

### Parlement
Elle est élue au Parlement norvégien en tant que représentante du Sør-Trøndelag en 2005.
À la suite des élections de 2017, elle est désignée comme candidate du Parti travailliste pour la présidence du Storting comme alternative au conservateur sortant Olemic Thommessen, qui est sévèrement critiqué pour sa gestion du budget en ce qui concerne les rénovations du parlement. Eva Kristin Hansen n'est finalement pas élue, mais elle devient première vice-présidente de l'assemblée.
Elle est de nouveau la candidate du parti pour la présidence du parlement après les élections de 2021. Le 9 octobre 2021, elle remporte l'élection avec 160 voix pour et 8 abstentions. Elle est la première présidente du Storting originaire du comté de Trøndelag depuis Guttorm Hansen (en) en 1973.

### Présidence du Storting
En devenant présidente du Storting, Eva Kristin Hansen s'engage à intervenir dans les cas où il apparaîtrait que des représentants du Storting bénéficient de faveurs économiques, tout en exprimant sa crainte que cela ne conduise à un mépris accru envers les politiciens en Norvège. Elle souligne également l'importance qu'une grande partie du travail politique soit réalisé au sein du Storting plutôt que par l'intermédiaire des ministères du gouvernement, affirmant que cela "deviendrait vraiment une revitalisation du travail du Storting".
Après qu'Olaug Bollestad ait appelé à une modification des règles pour autoriser l'allaitement au sein de la chambre du Storting, Eva Kristine Hansen déclare qu'elle n'a jamais dit que ce n'était pas autorisé, et que rien dans les règles ne dit explicitement quoi que ce soit pour ou contre. Elle déclare également que la question sera le sujet lors d'une prochaine réunion avec les leaders parlementaires.
Le Verdens Gang révèle en novembre qu'Eva Kristin Hansen a enfreint les règles parlementaires sur les habitations en résidant à Ski, tout en vivant à Trondheim. La présidente du parlement présente ses excuses et admet avoir mal compris les règles,. Elle déclare en outre qu'elle n'est pas une "escroc" et qu'elle n'avait pas l'intention de faire quoi que ce soit de mal.
Après que la police d'Oslo ait lancé une enquête sur la violation des règles par plusieurs députés, Eva Kristin Hansen annonce qu'elle démissionnerait de son poste de présidente du Storting, présumant qu'elle fait partie desdits députés. Elle démissionne officiellement le 23 novembre 2021. La police confirme plus tard que la députée n'est pas suspecte dans leur enquête. Son avocat, John Christian Elden (en), déclare que la sélection du nouveau président du Storting doit être reportée car Eva Kristin Hansen a démissionné sur de mauvaises prémisses. La police lui fournit un service de sécurité après qu'elle a reçu des menaces de mort à la suite de l'enquête. Le procureur d'Oslo classe l'affaire le 21 décembre 2022.